# Iłów (gmina)
Iłów – gmina wiejska w Polsce położona w województwie mazowieckim, w powiecie sochaczewskim. W latach 1975–1998 gmina administracyjnie należała do województwa płockiego.
Siedziba gminy to Iłów.
Według danych z 30 czerwca 2004 gminę zamieszkiwało 6369 osób. Natomiast według danych z 31 grudnia 2019 roku gminę zamieszkiwały 6132 osoby.

## Historia
Za Królestwa Polskiego gmina Iłów należała do powiatu sochaczewskiego w guberni warszawskiej. 31 maja 1870 do gminy przyłączono pozbawiony praw miejskich Iłów.

## Struktura powierzchni
Według danych z roku 2002 gmina Iłów ma obszar 128,49 km², w tym:
- użytki rolne: 76%
- użytki leśne: 13%

Gmina stanowi 17,58% powierzchni powiatu.

## Demografia
Dane z 30 czerwca 2004:
| Opis                              | Ogółem | Ogółem | Kobiety | Kobiety | Mężczyźni | Mężczyźni |
| --------------------------------- | ------ | ------ | ------- | ------- | --------- | --------- |
| jednostka                         | osób   | %      | osób    | %       | osób      | %         |
| populacja                         | 6369   | 100    | 3183    | 50      | 3186      | 50        |
| gęstość zaludnienia (mieszk./km²) | 49,6   | 49,6   | 24,8    | 24,8    | 24,8      | 24,8      |

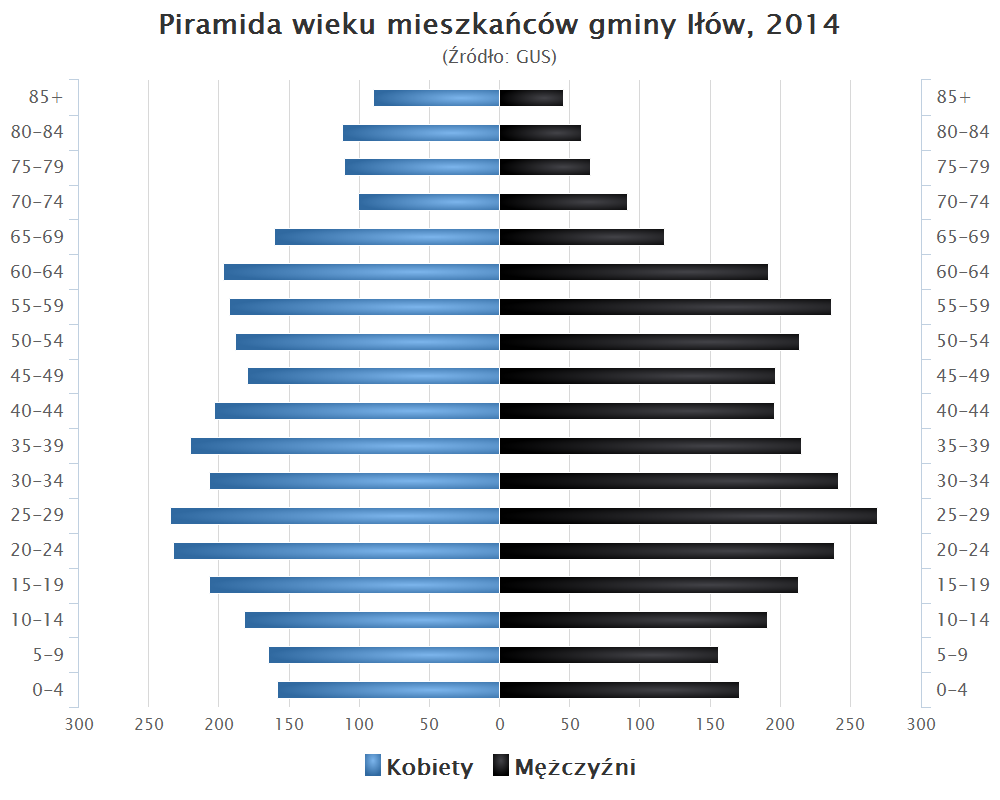
Piramida wieku mieszkańców gminy Iłów w 2014 roku

Statystyka ludności gminy Iłów z podziałem na wiek i płeć wg stanu na dzień 31.12.2015 r.
| Wiek   | Mężczyzn | Kobiet | Ogółem |
| 0-2    | 101      | 92     | 193    |
| 3      | 27       | 26     | 53     |
| 4-5    | 70       | 64     | 134    |
| 6      | 37       | 41     | 78     |
| 7      | 29       | 40     | 69     |
| 8-12   | 159      | 139    | 298    |
| 13-15  | 107      | 107    | 214    |
| 16-17  | 76       | 82     | 158    |
| 18     | 44       | 42     | 86     |
| 19-65  | 2076     | 0      | 2076   |
| 19-60  | 0        | 1733   | 1733   |
| > 65   | 361      | 0      | 361    |
| > 60   | 0        | 740    | 740    |
| ogółem | 3087     | 3106   | 6193   |

## Sołectwa
Aleksandrów-Wszeliwy, Arciechów-Bieniew, Arciechówek-Obory, Białocin, Brzozowiec, Brzozów A, Brzozów Nowy, Brzozów Stary, Brzozówek, Budy Iłowskie-Rokocina, Emilianów, Gilówka Dolna-Gilówka Górna, Giżyce, Giżyczki, Henryków, Iłów, Kaptury-Karłowo, Krzyżyk Iłowski, Lasotka, Lubatka-Szarglew, Łaziska-Leśniaki-Rzepki, Miękinki-Olszowiec, Miękiny-Uderz, Narty, Olunin, Paulinka, Pieczyska Iłowskie, Pieczyska Łowickie, Piotrów, Piskorzec, Przejma, Sadowo, Sewerynów-Wisowa, Stegna, Suchodół-Władysławów-Kępa Karolińska, Wieniec, Wola Ładowska-Łady, Wołyńskie, Zalesie-Dobki, Załusków.

## Sąsiednie gminy
Kiernozia, Kocierzew Południowy, Mała Wieś, Młodzieszyn, Rybno, Sanniki, Słubice, Wyszogród